# 派翠西亞·托爾曼
派翠西亞·托爾曼（Patricia J. Tallman，1957年9月4日—）是一名美國演員、特技演員、和工作室主管，最為人知的出演作品是1990年重製版的《活死人之夜》、以及《巴比倫五號》。他曾擔認JMS工作室的執行長。

## 早年生活
托爾曼的父親是一名廣播電台藝人。1975年他從Glenbard West高中畢業，然後取得卡內基美隆大學的戲劇科學士:p. 19。

## 事業
托爾曼在連續劇《Generations》、恐怖影集《Tales from the Darkside》以及科幻影集《銀河飛龍》、《銀河前哨》和《重返地球》中出演一些配角或替身，包括在整個《星艦迷航記》系列演出了五十集。在1990年代，他出演《巴比倫五號》，他的角色在試播集以及第四、五季中是主要角色，並在第二、三季中是常設角色。托爾曼也和同為卡內基美隆校友的喬治·安德魯·羅梅羅合作了幾部電影。在1993年托爾曼在《侏羅紀公園》中擔任蘿拉·鄧恩的替身，以及在夜行天使中擔任勞雷爾·霍勒曼（Laurel Holloman）的替身。
托爾曼在2012年和他當時的男友約瑟夫·麥可·斯特拉日恩斯基成為JMS工作室的執行長和執行製作人。兩人在《巴比倫五號》時認識並在2000年初開始交往，但在2013年托爾曼離開該職。
托爾曼在2016年成立Quest Retreats公司，主要安排高級旅遊業務。

## 公益
托爾曼是加州的公益組織 Penny Lane 的募款人之一，該組織主要關注兒童家暴問題:p. 255，截至2017年他已經負責每年的Be a Santa Toy Drive活動超過二十年。

## 外部連結
- 派翠西亞·托爾曼在互联网电影资料库（IMDb）上的資料（英文）
- 派翠西亞·托爾曼的X（前Twitter）
- 派翠西亞·托爾曼的Facebook專頁